# Willy Michl

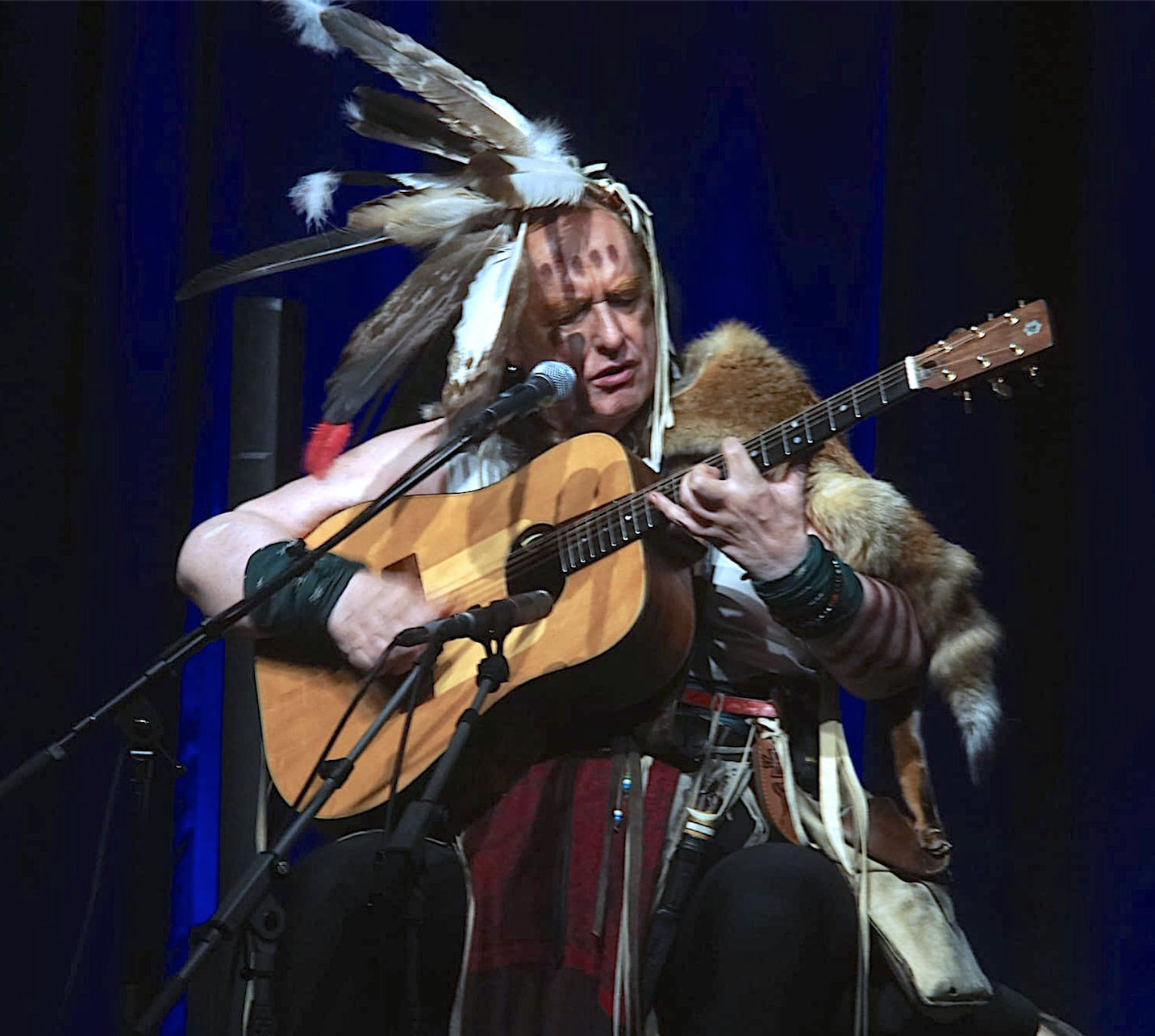
Bluessinger Willy Michl in Concert, 9. Juli 2024, an seinem 74.Geburtstag im Münchner Lustspielhaus

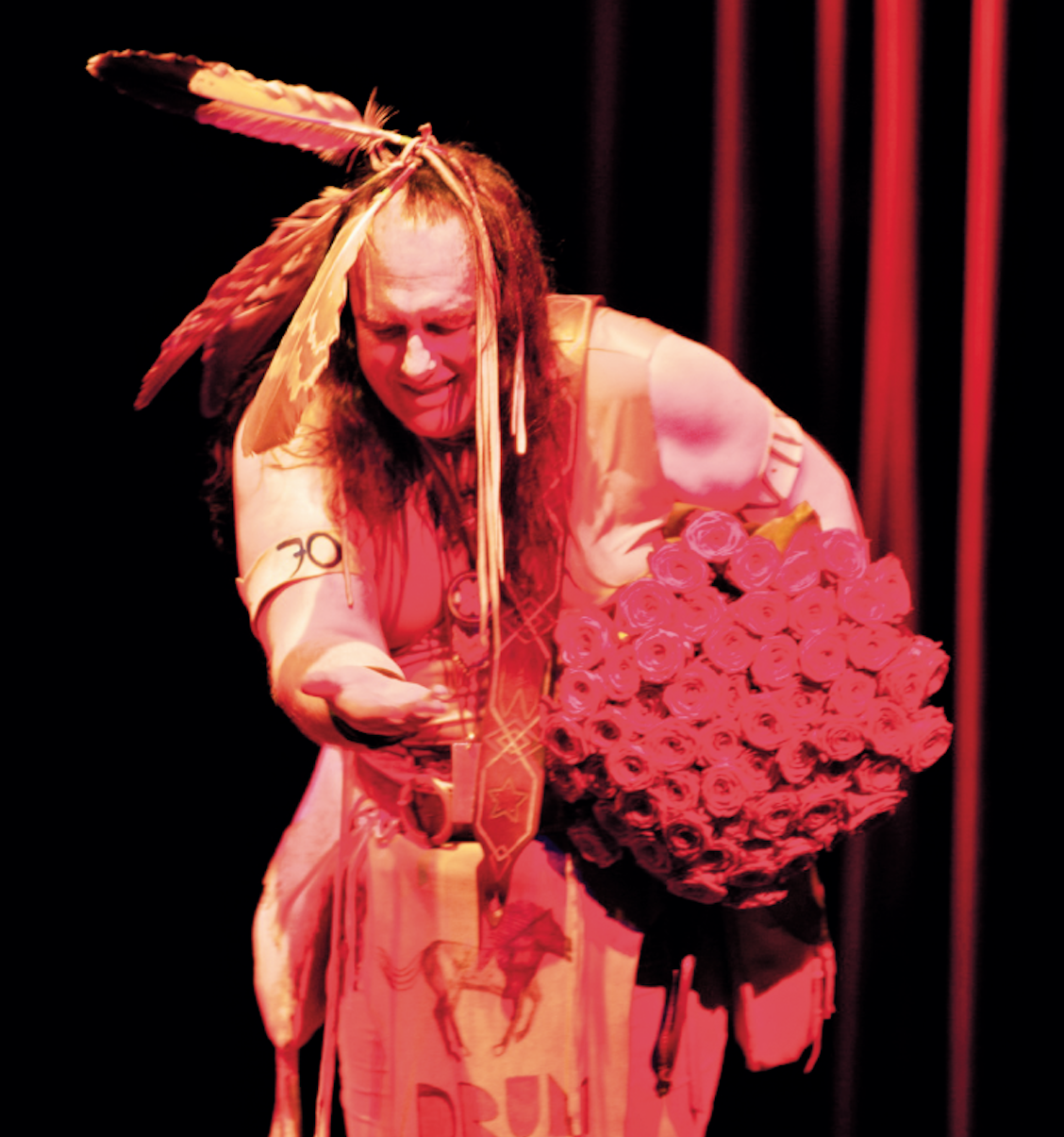
Willy Michl im Münchner Lustspielhaus 2019

Willy Michl (* 9. Juli 1950 in München als Wilhelm Karl Michl) ist ein deutscher Liedermacher und Münchner Original. Der Sänger ist überregional bekannt als Bluesbarde und Isarindianer. Sein im Personalausweis eingetragener spiritueller Künstlername Sound of Thunder ist Zeichen seiner Verbundenheit mit den indigenen Völkern der Kontinente. Willy Michl ist Urheber und Erfinder des Musikgenres Bayerischer Blues und Pionier des Alpenrock. Er vermarktet seit 1980 seine Platten selbst, als Musiker und Bühnenkünstler betreibt er sein eigenes Management von Anfang seiner Karriere an. Michl ist Indie-Artist, seit 1978 freischaffend ohne Plattenvertrag, deutsch- und englischsprachiger Liedermacher (Singer-Songwriter), Komponist, Textdichter, Sänger und Gitarrist, Buchautor, bildender Künstler, Schauspieler und Musikproduzent.

## Biografie
Willy Michl wuchs die ersten Jahre seines Lebens im Zentrum Münchens bei seinen Großeltern mütterlicherseits auf. Ab 1953 wohnte er im Hause der Eltern Wilhelm und Brunhilde Michl in München-Trudering. 1958 zog die Familie in den Stadtteil Giesing nahe der Isar. Er ging in die Agilolfingerschule. Von 1961 an besuchte Willy Michl das Albert-Einstein-Gymnasium. Hier erlernte und spielte er Violine und Kontrabass, später wechselte er zur Gitarre und begleitete damit seinen Gesang.
Seine Musik ist beeinflusst von Jazzgrößen wie Louis Armstrong, Glenn Miller, Count Basie und Benny Goodman, insbesondere aber auch von Rock ’n’ Roll Stars wie Bill Haley und Elvis Presley. Außerdem haben Willy Michl die Beatles, Rolling Stones, deutsche Stars wie Udo Jürgens und Drafi Deutscher, aber auch Barry McGuire und Bob Dylan in seinen Anfängen inspiriert. Als Kind hatte Willy Michl amerikanische und englische Musik verinnerlicht, die im AFN (American Forces Network) ausgestrahlt wurde, und sich für Beatmusik, Rock ’n’ Roll, Soul, Jazz und Blues begeistert. Als Jugendlicher und als junger Erwachsener war er bis in die 1980er Jahre in verschiedenen Soul- und Jazz-Clubs der Besatzungssoldaten in München zu Gast.
Ende der 1960er Jahre diente er bei der Gebirgstruppe der Bundeswehr in der Fernmeldeausbildungskompanie 1/8 1.GD. Nach seiner Wehrdienstentlassung 1972 heiratete er Eva Vera Rath, Primaballerina des Staatstheaters am Gärtnerplatz.
Es gelang ihm, als Entertainer ein erstes lokales Stammpublikum zu gewinnen. Seit 1971 trat er in Münchner Szene-Lokalen auf. 1974 brachte er seine erste Platte Blues Goes to Mountain heraus. Die Plattenaufnahmen fanden in den Union Studios München-Solln statt. Produzent war Gerhard Mendelson. Es folgen 1975 Blues & Balladen sowie 1976 Willy Michl LIVE.
1978 löste Willy Michl seinen Exklusiv-Plattenvertrag einvernehmlich auf und produzierte auf eigenem Label „Michl Records“ seine erste Indie-Scheibe. Damit wurde er, neben Ton-Steine-Scherben, erster namhafter deutscher INDIE Künstler. Sein Doppelalbum Ois is Blues wurde im Eigenvertrieb 30.000 mal verkauft und machte den Liedermacher berühmt. 1982 folgt seine 2.Doppel-LP „Die Antwort – Seele Rhythm & Blues“. Die Scheibe war auf Michl Records zunächst im Vertrieb der freien Distributer Firma ZYX(Bernhard Mickulski/Gründer der deutschen CBS); und wurde einige Jahre später nach Unstimmigkeiten bzgl. Abrechnung wieder von Willy Michl selbst vertrieben. Als Liedermacher hat Willy Michl eine ureigene Signifikanz entwickelt, er verband originale Bluesmusik mit seiner bayerischen Muttersprache in einer eigenen nicht imitierten Stilistik. Auf dem Doppelalbum Die Antwort brachte er dabei schon hochdeutsche Texte, alle aus seiner eigenen Feder. Willy Michl wurde durch Blues goes to Mountain und Ois is Blues als „Bayerischer Bluessänger“ bekannt und berühmt. Er ist seit Jahrzehnten „Ordentliches Mitglied“ der GEMA als Komponist und „Ausserordentliches Mitglied“ als Textdichter.
1993 heiratet Willy Michl seine jüngere Frau Cora-Mathilde Riehl (* 1963). Die ehemalige Modeverkäuferin bei Lily Farouche ist Muse und Managerin des Künstlers; das Ehepaar ist seit der Eheschließung immer zusammen, Cora Michl begleitet den Künstler überall. Der Photokünstler Joseph Gallus Rittenberg sagte insofern über die Kunst des Bluessängers, indem er Cora Michl als innerstes Zentrum der Kunst Willy Michl's ansprach - Ois führt über sie!
Auf seiner DP Ois is Blues bringt Willy Michl SOTH seinen Song Isarflimmern, der mittlerweile nicht nur in Bayern Kultstatus besitzt. Den Begriff Isarflimmern prägte, gemeinsam mit Willy Michl, Fotojournalist und Fotograf Joseph Gallus Rittenberg. Der Titel der Platte Ois is Blues wird zu einem geflügelten Wort, und speziell der Song Isarflimmern über die Isar wird im Laufe der Jahre zu einer inoffiziellen Hymne in ganz Bayern für den Fluss; das Lied ist überregional und international bekannt. Der Begriff Isarflimmern wurde in den 90er Jahren von der Hacker-Pschorr Brauerei ohne Genehmigung Michl's für eine Großflächenplakatierung in ganz Bayern in Verbindung mit Walter Sedlmayr verwendet. Aufgrund der Rechtslage durch das UrhG bekam Michl hierfür keine Zahlungen. Willy Michl ist nicht nur mit seinen DPs Ois is Blues und Die Antwort, sondern auch mit vorangegangenen LPs Urheber und Trendsetter des Musik-Genres Bayerischer Blues, einer Stilrichtung, die später im BR als Alpenrock bezeichnet wird, und in neuerer Zeit mit dem Titel Heimatsound erscheint. Der bekannteste Song Willy Michls ist das Bobfahrerlied, das von Tim Toupet in einer TV-Sendung der BBC in London aufgeführt wurde.
Willy Michl war Vorreiter einiger berühmter Künstler aus Bayern wie Konstantin Wecker, Spider Murphy Gang, Georg Ringsgwandl und Haindling, aber auch Hubert von Goisern und anderer, einer vielfältigen Musikszene rund um München und im gesamten Alpenraum. Willy Michl und Wolfgang Ambros werden als „Urgestein des Alpenrock“ angesehen.
Georg Ringsgwandl, der für ihn sowohl eingängige als auch sarkastische Liedtexte verfasst hatte („Pabst g'seng“), bevor er selbst Solo auf lokalen Kleinkunstbühnen reüssierte, hat in Interviews und bei live-Auftritten immer wieder betont, dass er das Auftreten und „auf-die-Bühne-gehen“ von ihm erst erlernen musste, bevor er Applaus ernten und bessere Auftrittsmöglichkeiten erhalten konnte...
Die Sängerin Claudia Koreck trat mit Willy Michl und Hans-Jürgen Buchner am 3. Juni 2015 bei der Präsentation der 2. Heimatsound-CD im Funkhaus des BR auf. Hier sangen die Künstler gemeinsam das Lied Sag mir wo die Blumen sind. Willy Michl ist seit Jahrzehnten auf „Neverending Tour“. Er gab seit 1972 weit über 5000 Konzerte. Seit dem Millennium 2000 tritt der Künstler etwa fünfzig mal im Jahr auf. Willy Michl ist hauptsächlich Live- und Bühnenkünstler, diese seine Haupteigenschaft und Live-Karriere als Liedermacher und Bluessänger wurde durch die Corona-Pandemie abrupt unterbrochen. Während Corona lebt er zurückgezogen mit seiner Frau in der gemeinsamen Wohnung im Münchner Süden. Am 9. Juli 2020 trat Willy Michl anlässlich seines 70.Geburtstages in Till Hofmanns Eulenspiegel Flying Circus im Innenhof des Deutschen Museums als einer der ersten Künstler während der Corona-Pandemie vor 200 zugelassenen Zuschauern Open Air auf. Das Konzert wurde im Live-Stream des BR mit 235.000 Zusehern online live übertragen. 2021 konnte der Liedermacher nur zweimal öffentlich in Erscheinung treten, sein traditionelles Weihnachtskonzert im Münchner Lustspielhaus Isarindianer Weihnacht musste wegen der COVID-19-Pandemie abgesagt werden. Seit März 2024 geht Michl wieder auf die Bühne, meist bei Eigenveranstaltungen der Matopa Kunst&Musik GmbH, oder im Münchner Lustspielhaus des Veranstalters Till Hofmann. Derzeit arbeitet der Künstler wieder an einer neuen Platte und literarischen Werken.
In den Jahren 2022 bis Anfang 2024 hatte Michl ernste gesundheitliche Probleme, er bekam im Mai 2023 eine Herzablation im Osypka Herzzentrum am Isarkanal, dort wurden auch zwei Ösophagus-Dehnungen vorgenommen. Nach der Herausnahme seiner Gallenblase gesundete der Künstler und kann seither wieder wie gewohnt auftreten. Seine „Neverending Tour“ die er schon am 10. Mai in GAP wieder fortsetzte, heißt nun 7.O - DER 7.RING. Michl arbeitet auch wieder an der Veröffentlichung einer neuen Platte, m.d.Titel FREE SOLO Steinzeitmann Canoé. Michls Platten erscheinen nur auf eigenem Label - MICHL RECORDS.

## Werk
Der größte Teil aller Willy-Michl-Texte, insbesondere Ois is Blues und Die Antwort – sowie alle neuen, nicht auf Tonträger veröffentlichten Songs, stammen von ihm selbst. Die Texte der ersten drei LPs wurden teilweise von Rudolph Bengert geschrieben. Auf der LP LIVE 76 sind auch Songs von Georg Ringsgwandl und Herbert Mühldorfer im Repertoire. Michl gilt als hervorragender Komponist. Die Musik seiner Lieder ist, mit Ausnahme von Fliag Vogel Fliag (Stefan Melbinger), von Willy Michl allein komponiert.
Die Auftritte des Blues-Sängers Willy Michl sind spontankreativ, es gibt keine Setlist. Willy Michl ist ein exzellenter Gitarrist, der auch musikalisch als Performer eine hochwertige Show bietet. Dies wird von Presse und Medien immer wieder bestätigt. 1994 schrieb die Abendzeitung München: „Willy Michl, gnadenlos ehrlich, gnadenlos verrückt, gnadenlos anstrengend und gnadenlos genial“. 1977 gab der BR ihm den Titel „Bluesbarde“. Willy Michl bringt Bluesgesänge und Balladen, aber auch internationale Hits. Seine Talkingblues sind geprägt von Humor und Gesellschaftskritik, er hat allerdings auch tragische und sehr ernste Themen. Er trägt stets seine selbst entworfene Kleidung im indianischen Stil bei seinen Auftritten und zu besonderen Anlässen hat er Adlerfedern im Haar, bei Konzerten zumeist sieben Federn.
Willy Michls wichtigste Themen sind Freiheit, Liebe und Frieden, sowie Respekt gegenüber der Erde und allen Lebewesen. Michl verlangt, dass Tiere und Pflanzen als fühlende Wesen anerkannt, und dementsprechend behandelt werden. Er wendet sich seit Anbeginn seiner Musikerlaufbahn gegen Rassismus, Fremdenhass und Ungerechtigkeit. Bei jedem Konzert betont er: „Wir dürfen uns nicht gegenseitig verletzen, wir müssen uns lieben, respektieren und ehren“. Nur das, so sagt er, sind die Grundbedingungen für ein Leben in Frieden, Freiheit und Harmonie.
Mit neuen Liedern, wie Der Seher, Indian Summer, Canoé, König Ludwig II. und Songs wie Der Gral, Phoenix, Rainbow Rider und vielen mehr, eröffnet er eine progressive Weltensicht, die sich auch aus indigenen Weltanschauungen ergibt.
1978 erhielt er die goldene Anstecknadel der Abendzeitung München für seinen Bayerischen Blues und 1982 wurde er mit dem Schwabinger Kunstpreis bedacht. Die Verleihung fand im Schloss Suresnes in München-Schwabing statt. 1983 erhielt Willy Michl den Journalisten-Preis des ORF für seinen Auftritt beim Musikfestival Kärnten International.
Seinen ersten Auftritt als TV-Filmschauspieler hatte er 1987 in zwei Folgen(33 und 34) von Franz Xaver Bogners Zur Freiheit. Darin sang er die Hymne Isarflimmern und seinen damaligen Hit Bella Signorina. 2007 und 2008 war er in den Folgen Schonzeit sowie Bulle und Bär der Fernsehserie Der Bulle von Tölz als Schulfreund Walter Bruckner von Benno Berghammer (Ottfried Fischer) zu sehen.
Seit Mitte der 1980er Jahre ist Willy Michl als Schriftsteller tätig. Im Jahr 2000 erschien seine Autobiographie Traumwanderer (Nymphenburger Verlag). Er arbeitet derzeit an verschiedenen Buchprojekten. 2019 hat die Verlagsleiterin Sissi Klauser Langen-Müller Willy Michl die Rechte an seiner Autobiographie TRAUMWANDERER zurück übertragen. Ebenso die Rechte seines Hörbuches Isarflimmern. Seit Herbst 2020 überarbeitet Michl das einstige Lektorat des Verlages um das Buch in seiner eigenen Version im Eigenverlag neu herauszubringen. Ebenso schreibt er an einer Fortsetzung, da die in 2000 veröffentlichte Ausgabe nur bis zu seinem 50.Lebensjahr reicht.
2013 präsentierte Willy Michl seine erste Vernissage als bildender Künstler in München-Schwabing in der Galerie Roucka mit ISARINDIAN PAINTINGS. Am 13. November 2014 fand eine Vernissage im ACC Amberg statt, mit neu produzierten ISARINDIAN PAINTINGS und LIVING OBJECTS, sowie Fotografien aus der Kamera seiner Frau Cora. Die Ausstellung dauerte bis 2. Januar 2015 und wurde von Presse und Medien beachtet.
2014 brachte Willy Michl auf seinem Label „Michl Records“ drei BEST OF WILLY MICHL CDs original Willy Michl Hits heraus: BLUESINFUSION Vol.1 und Vol.2 sowie NEW BOOTLEGGER Original Hits. Diese Tonträger gibt es nicht im kommerziellen Musikmarkt auf üblichen Vertriebswegen, sondern werden nur INDIE auf den Websites des Künstlers (Matopa Kunst&Musik GmbH).
Im März 2017 wurde Willy Michl beim ersten Bayerischen Dialektpreis mit einem Sonderpreis geehrt. Willy Michl ist Direktor des EVA-Musikverlages seiner Mutter.
Mit einer erfolgreichen Crowdfunding-Kampagne, die im Februar 2018 endete, finanzierte Willy Michl Aufnahmen zu seiner seit langem geplanten CD Steinzeitmann – Arbeitstitel-Willy Michl Pur. Mit Beginn der Corona-Pandemie hat Michl die Arbeit an der neuen Platte unterbrochen und damit erst wieder Mitte 2023 erneut begonnen. Derzeit geplanter Platten-Titel ist wokeyaklé STEINZEIT MANN CANOÉ free solo. Die Veröffentlichung ist jetzt für November/Dezember 2025 geplant.

## Diskografie
- 1973 Blues Goes to Mountain
- 1974 I could cry vor lauta Bluus (mit Peter Jakobi und Blues & Ballads)
- 1974 Blues und Balladen
- 1975 Willy Michl Live
- 1979 Ois is Blues[8] (Übersetzung für Nichtbayern: Alles ist Blues)
- 1982 Die Antwort – Bluesmann Live 1982[9]
- 1984 Bobfahrer-Lied[10]
- 1988 Ois is Blues ′88 (Überarbeitete Neuauflage)
- 1998 Bootlegger
- 2007 Isarflimmern (Lesung aus Traumwanderer – Doppel-CD)
- 2008 den sie WILLY MICHL nennen
- 2014 Bluesinfusion VOL.1 & VOL.2
- 2014 Bootlegger 2014

## Filmografie
- 1984 Tapetenwechsel
- 1987 Zur Freiheit – Schein oder Sein https://www.youtube.com/watch?v=xxCRG-GeDkM
- 1987 Zur Freiheit – Isarflimmern https://www.youtube.com/watch?v=52M7HjQ6aKg
- 2007 Der Bulle von Tölz: Schonzeit
- 2008 Der Bulle von Tölz: Bulle und Bär

## Veröffentlichungen
- 2000 Traumwanderer – Willy Michl – Nymphenburger Verlag ISBN 978-3-485-00839-6

## Ausstellungen
- 2014/2015 Amberger Congress Centrum – The other face – ISARINDIAN PAINTINGS[11]